# زن برده (فیلم)
زن برده (به تامیلی: Adimai Penn) فیلمی محصول سال ۱۹۶۹ و به کارگردانی کی. شانکار است. در این فیلم بازیگرانی همچون ماروتور راماچاندران، جئی‌لالیتا و پانداری بای ایفای نقش کرده‌اند.